# Michael Arlt (Gitarrist)
Michael Arlt (* 1. Juli 1960 in Bünde) ist ein deutscher Gitarrist des Modern Jazz.

## Werdegang
Arlt studierte 1984 am Berklee College of Music, um seine Studien von 1985 bis 1989 am Amsterdamer Konservatorium fortzusetzen. Auf Tourneen und Festivals arbeitete er seit 1986 mit Roman Schwaller, Leszek Zadlo, Jerry Granelli, Sigi Busch, später auch mit Paquito D’Rivera, Herbert Joos und Luciano Biondini. Er gründete ein eigenes Trio und die Gruppe Brassless (gleichnamige CD). Mit Don Kostelnik und Duck Scott bildet er das Orgeltrio We Three, das mehrere Alben vorlegte. Arlt wirkte zudem an Einspielungen von Houston Person und von Matthias Bätzels Grooveyard mit Red Holloway mit. Seit den späten 1990er Jahren wirkt Arlt bei den Musikprojekten Lemongrass und Weathertunes mit, die von den Brüdern Roland und Daniel Voss gegründet worden sind. Arlt tritt auch in verschiedenen Formationen mit Rick Hollander, im Trio von Reinette van Zijtveld und im Duo mit Christian Eckert auf.
Seit 1990 ist Arlt Dozent für Jazzgitarre und Harmonielehre an der Hochschule für Musik Würzburg.

## Diskographie (Auswahl)
- 1995: Grooveyard featuring Red Holloway (JHM Records)
- 1996: Basic Instinct – Grooveyard Meets Ron Holloway, Houston Person and Roman Schwaller (Organic Music)
- 1997: We Three – East Coasting (Organic Music)
- 1999: We Three – The Drivin’ Beat (Organic Music)
- 2003: We Three – !live! (Edition Musikat)
- 2004: We Three – A New View (Bobtale Records)
- 2012: Braziliana – Terra Distante (GLM, mit Itaiguara Brandao, Portinho, Klaus Mueller, Maria de Fátima, José Cortijo, Florian Poser, Rex Rathgeber, Kim Barth, German Marstatt)